# A Quiet Place - Giorno 1
A Quiet Place - Giorno 1 (A Quiet Place: Day One) è un film del 2024 scritto e diretto da Michael Sarnoski.
La pellicola è il prequel/spin-off di A Quiet Place - Un posto tranquillo (2018) e il terzo film della serie A Quiet Place.

## Trama
Samira è una paziente oncologica che vive in una casa di cura alla periferia di New York insieme al suo gatto Frodo. Un giorno viene convinta da un infermiere, Reuben, ad andare a Manhattan per vedere uno spettacolo di marionette. Una volta usciti da teatro, notano però degli oggetti provenienti dal cielo schiantarsi sulla città. Poco dopo delle creature aliene attaccano le persone, nella confusione Sam perde i sensi.
Si risveglia dentro al teatro insieme ad altri sopravvissuti fra cui Reuben e le viene detto di non parlare o fare rumore. All'esterno, degli elicotteri militari sorvolano la città chiedendo ai cittadini di restare in silenzio fino a che le autorità non verranno a salvarli. Si scopre infatti che le creature sono cieche ma usano il loro udito altamente sviluppato per trovare le proprie prede e attaccarle; inoltre, non sono in grado di nuotare, perciò i ponti dell'isola di Manhattan vengono fatti saltare. In preda al panico uno del gruppo di sopravvissuti inizia a urlare e viene accidentalmente ucciso da un altro superstite, Henri.
Durante la notte il generatore elettrico inizia a suonare per via della mancanza di corrente. Reuben va a spegnerlo, ma il rumore ha attirato una creatura che lo uccide. Sam decide di partire per Harlem insieme a Frodo. Nel frattempo gli elicotteri militari hanno iniziato a dare indicazioni ai sopravvissuti, chiedendo di raggiungere South Street Seaport per l'evacuazione. Il gran numero di persone che si riversa nelle strade attira però i mostri che attaccano creando il panico.
Eric, uno studente inglese, riesce a emergere da una stazione della metropolitana allagata e si trova davanti Frodo. Decide di seguirlo finché entrambi non trovano Sam, che cerca di convincere Eric a raggiungere il punto di evacuazione a sud. Il ragazzo è però sotto shock e segue Sam fino al suo appartamento, dove lei trova finalmente degli antidolorifici. Eric scopre che Sam è una poetessa e i due decidono di proseguire insieme in direzione di Harlem.
Mentre Sam riposa dentro una chiesa, Eric riesce a trovare dei medicinali per lei, rischiando di essere notato da un gruppo di creature mentre cerca di recuperare Frodo, salito sopra una trave in un cantiere. Sam racconta a Eric che vuole raggiungere Harlem perché era il quartiere dove suo padre la portava da piccola: lei lo guardava suonare musica jazz in un locale e poi andavano a prendere la pizza da Patsy's. I due arrivano a Harlem, ma la pizzeria è andata a fuoco. Eric riesce allora a distrarre Sam facendo dei trucchi di magia e trovando della pizza in un altro ristorante.
Proseguendo il loro cammino, vedono un traghetto pieno di superstiti nell'East River. Tuttavia, diverse creature sono riunite sulla riva, attirate dai suoni dell'imbarcazione. Sam allora consegna Frodo a Eric e comincia a fare rumore per attirare i mostri. Eric riesce a correre fino al molo e a lanciarsi nel fiume insieme a Frodo. Raggiunto a nuoto il traghetto viene finalmente tratto in salvo da Henri. Solo a quel punto trova nella tasca della giacca una lettera di Sam, in cui lei gli chiede di trattare bene il suo gatto e lo ringrazia per l'avventura passata assieme.
Sam, finalmente esaudito il suo sogno di tornare a Harlem, cammina su una strada deserta ascoltando Feeling Good cantata da Nina Simone. Sapendo di star per morire, sorride e si toglie gli auricolari, lasciando che la musica attiri una creatura.

## Produzione
Il film viene annunciato nel novembre 2020. Nel giugno 2021 il film viene descritto come lo spin-off della serie.

## Promozione
Il primo trailer del film è stato diffuso il 7 febbraio 2024.

## Distribuzione
La pellicola, inizialmente fissata per il 2022 e poi rimandata al 2023, è stata distribuita nelle sale cinematografiche statunitensi a partire dal 28 giugno 2024 e in quelle italiane dal giorno prima.

## Accoglienza

### Incassi
Il film ha incassato 139051884 $ in Nordamerica e 122855769 $ nel resto del mondo, per un totale di 261907653 $; di cui 1177194 € in Italia, con 158825 presenze.

### Critica
Su Rotten Tomatoes 281 critici esprimono un gradimento dell'86% con un voto medio di 7.1 su 10; Su Metacritic il voto medio di 53 critici è di 68/100.